# Вектор-функция
Вектор-функция — функция, значениями которой являются векторы в векторном пространстве {\displaystyle \mathbb {V} } двух, трёх или более измерений. Аргументами функции могут быть:
- одна скалярная переменная — тогда значения вектор-функции определяют в {\displaystyle \mathbb {V} } некоторую кривую;
- m скалярных переменных — тогда значения вектор-функции образуют в {\displaystyle \mathbb {V} }, вообще говоря, m-мерную поверхность;
- векторная переменная — в этом случае вектор-функцию обычно рассматривают как векторное поле на {\displaystyle \mathbb {V} }.

## Вектор-функция одной скалярной переменной
Для наглядности далее ограничимся случаем трёхмерного пространства, хотя распространение на общий случай не составляет труда. Вектор-функция одной скалярной переменной {\displaystyle \mathbf {r} (t)} отображает некоторый интервал вещественных чисел {\displaystyle t_{1}\leqslant t\leqslant t_{2}} в множество пространственных векторов (интервал может также быть бесконечным).
Выбрав координатные орты {\displaystyle \mathbf {\hat {i}} ,\mathbf {\hat {j}} ,\mathbf {\hat {k}} }, мы можем разложить вектор-функцию на три координатные функции x(t), y(t), z(t):
{\displaystyle \mathbf {r} (t)=x(t)\mathbf {\hat {i}} +y(t)\mathbf {\hat {j}} +z(t)\mathbf {\hat {k}} }
Рассматриваемые как радиус-векторы, значения вектор-функции образуют в пространстве некоторую кривую, для которой t является параметром.

### Предел вектор-функции
Вектор-функция {\displaystyle \mathbf {r} (t)} имеет предел {\displaystyle \mathbf {r_{0}} } при {\displaystyle t\to t_{0}} (или при {\displaystyle t\to \infty }), если
{\displaystyle \lim _{t\to t_{0}}|\mathbf {r} (t)-\mathbf {r_{0}} |=0\quad (\lim _{t\to \infty }|\mathbf {r} (t)-\mathbf {r_{0}} |=0)}
(здесь и далее {\displaystyle |\mathbf {v} |} обозначает модуль вектора {\displaystyle \mathbf {v} }). Этот предел можно переписать без модуля:
{\displaystyle \lim _{t\to t_{0}}\mathbf {r} (t)=\mathbf {r_{0}} \quad (\lim _{t\to \infty }\mathbf {r} (t)=\mathbf {r_{0}} ).}
Другими словами, это означает, что геометрически переменный вектор {\displaystyle \mathbf {r} (t)} при {\displaystyle t\to t_{0}} стремится к постоянному вектору {\displaystyle \mathbf {r_{0}} } по длине и по направлению.

Предел вектор-функции

Выберем неподвижную точку {\displaystyle O}, в которую поместим начало переменного вектора {\displaystyle \mathbf {r} (t)={\overrightarrow {OR}}(t)} (см. рисунок справа). В случае, когда при {\displaystyle t\to t_{0}} подвижный конец {\displaystyle R} переменного вектора {\displaystyle {\overrightarrow {OR}}(t)} стремится к неподвижной точке {\displaystyle R_{0}}, неподвижный вектор {\displaystyle {\overrightarrow {OR_{0}}}=\mathbf {r_{0}} } есть предел переменного вектора {\displaystyle {\overrightarrow {OR}}(t)=\mathbf {r} (t)}. Разность векторов {\displaystyle \mathbf {r} (t)-\mathbf {r_{0}} } есть вектор {\displaystyle {\overrightarrow {R_{0}R}}(t)}, а модуль последнего бесконечно мал.
В случае, когда у вектор-функции {\displaystyle \mathbf {r} (t)} её модуль {\displaystyle |\mathbf {r} (t)|} бесконечно мал, сам вектор {\displaystyle \mathbf {r} } называется бесконечно малым. Порядком малости такого вектора называется порядок малости его модуля {\displaystyle |\mathbf {r} |}.
Непрерывность вектор-функции определяется такими же способами, как непрерывность обычной скалярной функции (то есть следующим образом:
{\displaystyle \mathbf {r} (t)=\lim _{\Delta t\to 0}\mathbf {r} (t+\Delta t)}),
при этом непрерывность вектор-функции можно наглядно
выразить как сплошную линию её годографа. Вектор-функция {\displaystyle \mathbf {r} (t)} — непрерывная (векторная) функция аргумента {\displaystyle t} тогда и только тогда, когда координаты вектора — тоже непрерывные (скалярные) функции от {\displaystyle t}.
Предел вектор-функции имеет обычные свойства.
- Предел суммы вектор-функций равен сумме пределов слагаемых (в предположении, что они существуют).
- Предел скалярного произведения вектор-функций равен скалярному произведению пределов сомножителей.
- Предел векторного произведения вектор-функций равен векторному произведению пределов сомножителей.

### Производная вектор-функции по параметру
Определим производную вектор-функции {\displaystyle \mathbf {r} (t)} по параметру:
{\displaystyle {\frac {d}{dt}}\mathbf {r} (t)=\lim _{h\to 0}{\frac {\mathbf {r} (t+h)-\mathbf {r} (t)}{h}}}.
Если производная в точке {\displaystyle t} существует, вектор-функция называется дифференцируемой в этой точке. Координатными функциями для производной будут {\displaystyle x'(t),\ y'(t),\ z'(t)}.
Свойства производной вектор-функции (всюду предполагается, что производные существуют):
- {\displaystyle {\frac {d}{dt}}(\mathbf {r_{1}} (t)+\mathbf {r_{2}} (t))={\frac {d\mathbf {r_{1}} (t)}{dt}}+{\frac {d\mathbf {r_{2}} (t)}{dt}}} — производная суммы есть сумма производных
- {\displaystyle {\frac {d}{dt}}(f(t)\mathbf {r} (t))={\frac {df(t)}{dt}}\mathbf {r} (t)+f(t){\frac {d\mathbf {r} (t)}{dt}}} — здесь f(t) — дифференцируемая скалярная функция.
- {\displaystyle {\frac {d}{dt}}(\mathbf {r_{1}} (t)\mathbf {r_{2}} (t))={\frac {d\mathbf {r_{1}} (t)}{dt}}\mathbf {r_{2}} (t)+\mathbf {r_{1}} (t){\frac {d\mathbf {r_{2}} (t)}{dt}}} — дифференцирование скалярного произведения.
- {\displaystyle {\frac {d}{dt}}[\mathbf {r_{1}} (t)\mathbf {r_{2}} (t)]=\left[{\frac {d\mathbf {r_{1}} (t)}{dt}}\mathbf {r_{2}} (t)\right]+\left[\mathbf {r_{1}} (t){\frac {d\mathbf {r_{2}} (t)}{dt}}\right]} — дифференцирование векторного произведения.
- {\displaystyle {\frac {d}{dt}}(\mathbf {a} (t),\mathbf {b} (t),\mathbf {c} (t))=\left({\frac {d\mathbf {a} (t)}{dt}},\mathbf {b} (t),\mathbf {c} (t)\right)+\left(\mathbf {a} (t),{\frac {d\mathbf {b} (t)}{dt}},\mathbf {c} (t)\right)+\left(\mathbf {a} (t),\mathbf {b} (t),{\frac {d\mathbf {c} (t)}{dt}}\right)} — дифференцирование смешанного произведения.

О применении вектор-функций одной скалярной переменной в геометрии см.: дифференциальная геометрия кривых.

## Вектор-функция нескольких скалярных переменных
Для наглядности ограничимся случаем двух переменных в трёхмерном пространстве. Значения вектор-функции {\displaystyle \mathbf {r} (u,v)} (их годограф) образуют, вообще говоря, двумерную поверхность, на которой аргументы u, v можно рассматривать как внутренние координаты точек поверхности.
В координатах уравнение {\displaystyle \mathbf {r} =\mathbf {r} (u,\ v)} имеет вид:
{\displaystyle x=x(u,\ v);\ y=y(u,\ v);\ z=z(u,\ v)}
Аналогично случаю одной переменной, мы можем определить производные вектор-функции, которых теперь будет две: {\displaystyle {\frac {\partial \mathbf {r} }{\partial u}},{\frac {\partial \mathbf {r} }{\partial v}}}. Участок поверхности будет невырожденным (то есть в нашем случае — двумерным), если на нём {\displaystyle \left[{\frac {\partial \mathbf {r} }{\partial u}},{\frac {\partial \mathbf {r} }{\partial v}}\right]} не обращается тождественно в ноль.

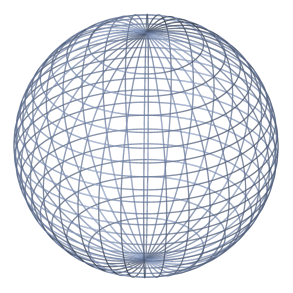
Координатная сетка на сфере

Кривые на этой поверхности удобно задавать в виде:
{\displaystyle u=u(t);\ v=v(t)},
где t — параметр кривой. Зависимости {\displaystyle u(t),\ v(t)} предполагаются дифференцируемыми, причём в рассматриваемой области их производные не должны одновременно обращаться в нуль. Особую роль играют координатные линии, образующие сетку координат на поверхности:
{\displaystyle u=t;\ v=const} — первая координатная линия.
{\displaystyle u=const;\ v=t} — вторая координатная линия.
Если на поверхности нет особых точек ({\displaystyle \left[{\frac {\partial \mathbf {r} }{\partial u}},{\frac {\partial \mathbf {r} }{\partial v}}\right]} нигде не обращается в ноль), то через каждую точку поверхности проходят точно две координатные линии.
Подробнее о геометрических приложениях вектор-функций нескольких скалярных переменных см.: Теория поверхностей.